# الدعم القطري لحماس
تعد قطر داعماً مالياً رئيسياً وحليفاً لحركة حماس الفلسطينية؛ فقد حولت قطر أكثر من 1.8 مليار دولار إلى حماس. وفي عام 2012، استضافت قطر قيادة حركة حماس عندما انتقل رئيس حماس خالد مشعل من سوريا إلى قطر. وأقام رئيس حركة حماس السابق إسماعيل هنية في الدوحة منذ عام 2016 حتى اغتياله في عام 2024. وتعد قطر أهم داعم مالي وحليف أجنبي لحماس.

## التاريخ
في عام 2007 كانت قطر وتركيا الدولتين الوحيدتين اللتين دعمتا حركة حماس بعد أن أطاحت الحركة بالسلطة الوطنية الفلسطينية من قطاع غزة في معركة غزة. وتعززت العلاقة بين حماس وقطر في عامي 2008 و2009 عندما دُعي خالد مشعل لحضور قمة الدوحة حيث كان يجلس إلى جانب أمير قطر آنذاك حمد بن خليفة آل ثاني الذي تعهد بمبلغ 250 دولاراً مليون دولار لإصلاح الأضرار التي سببتها إسرائيل في الحرب الإسرائيلية على غزة. ووصفت قطر الحصار المفروض على غزة بأنه ظالم وغير أخلاقي، الأمر الذي دفع حكومة حماس في غزة، بما في ذلك رئيس الوزراء السابق إسماعيل هنية، إلى شكر قطر على دعمها "غير المشروط" لهم. وبدأت قطر بعد ذلك بتقديم الدعم السياسي والمادي والإنساني والخيري بانتظام لحماس.
وفي عام 2012، أصبح أمير قطر السابق حمد بن خليفة آل ثاني أول رئيس دولة يزور غزة برفقة الشيخة موزا بنت ناصر المسند ورئيس الوزراء وزير الخارجية السابق حمد بن جاسم بن جبر آل ثاني تحت حكم حماس. وتعهد بجمع 400 دولار مليون لإعادة الإعمار. وتقول المصادر إن الدفاع عن حماس مفيد سياسيا لتركيا وقطر لأن القضية الفلسطينية تحظى بدعم شعبي بين مواطنيهما في الداخل.
وفي إشارة إلى دعم قطر لحماس، قال المسؤول القطري محمد العمادي ، خلال زيارة إلى فلسطين عام 2015، إن قطر تستخدم الأموال ليس لمساعدة حماس، بل لمساعدة الشعب الفلسطيني ككل. لكنه يعترف بأن العطاء للشعب الفلسطيني يعني استخدام حماس كجهة اتصال محلية. يرى البعض أن علاقات حماس مع قطر تضع حماس في موقف حرج لأن قطر أصبحت جزءا من المشكلة العربية الإقليمية.
وفي شهر يوليو 2016. أعلن الديوان الأميري القطري قرار دفع رواتب لموظفي حكومة حماس.

### الحرب الفلسطينية الإسرائيلية 2023
في أعقاب عملية طوفان الأقصى الَّتي نفذتها حماس جنوبَ إسرائيل في 7 أكتوبر 2023، واندلاع الحرب الفلسطينية الإسرائيلية 2023، أصبحت استضافة قطر للمكتب السياسي لحماس في الدوحة تحت تدقيق أكبر. وفي حديثه لوسائل الإعلام في الدوحة إلى جانب رئيس الوزراء القطري الشيخ محمد بن عبد الرحمن آل ثاني، قال وزير الخارجية الأمريكي أنتوني بلينكن: «لا يمكن الاستمرار في التعامل كالمعتاد مع حماس».